# Nicella granifera
Nicella granifera är en korallart som först beskrevs av Rudolf Albert von Kölliker 1865.  Nicella granifera ingår i släktet Nicella och familjen Ellisellidae. Inga underarter finns listade i Catalogue of Life.